# Kabula Nkalango Masanja
Kabula Nkalango Masanja (ur. 4 czerwca 1998 w Tanzanii) – aktywistka na rzecz osób chorych na albinizm, adoptowana córka Martyny Wojciechowskiej.

## Życiorys
Urodziła się w małej wiosce w Tanzanii. Była wychowywana przez matkę. Ojciec odszedł, nie akceptując albinizmu córki. Kabula mieszkała wraz z matką do czasu, gdy w wieku 13 lat została okaleczona przez grupę mężczyzn, którzy, chcąc pozyskać ciało albinosów w celu stworzenia amuletów, odcięli dziewczynce rękę.
W tanzańskiej kulturze istnieje przesąd, że ciało albinosów, nazywanych zeroo, czyli „duchy”, ma magiczną moc. To doprowadziło do prześladowań osób dotkniętych albinizmem. Ponieważ rząd Tanzanii jako środek zapobiegający przemocy wobec osób dotkniętych albinizmem, szczególnie dzieci, stosuje izolowanie ich w ośrodkach zamkniętych, najczęściej w szkołach dla dzieci niedowidzących, w 2010 Kabula zamieszkała w ośrodku dla dzieci z albinizmem i dzieci niedowidzących Buhangija Secondary School. Znajduje się tam szkoła i internat. Przebywa tam około 100 albinoskich dzieci, którymi opiekuje się 4 wychowawców. Dzieci przebywają na zamkniętej przestrzeni, co służy zapewnieniu im bezpieczeństwa. Nie mają dostępu do profesjonalnej opieki medycznej, są jednak leczone przez lekarkę pobliskiego szpitala, dr Florę Pallangyo, która pomaga w leczeniu powszechnych dolegliwości, takich jak np. grzybica, wszawica, choroby skóry. Dzieci w ośrodku dzielą ubrania i łóżka. Niski poziom sanitarny utrudnia utrzymanie dzieci i miejsca w czystości. Po przyjeździe do ośrodka Kabula po raz pierwszy zaczęła uczęszczać do szkoły, gdzie nauczyła się czytać i pisać. Zaczęła marzyć o studiowaniu prawa, by później móc pomagać osobom w podobnej sytuacji życiowej jak ona. Osoby dotknięte albinizmem są nie tylko zagrożone ze względu na wierzenia lokalne, ale doświadczają dyskryminacji ze względu na objawy swojej choroby. Często postrzegane są jako nie w pełni rozwinięte. Albinosi i albinoski mają utrudnione funkcjonowanie w społeczeństwie ze względu na genetycznie uwarunkowane kłopoty ze wzrokiem, m.in. oczopląs.
Kabula i Martyna Wojciechowska
W 2014 do ośrodka przyjechała Martyna Wojciechowska. Chciała stworzyć dokument „Ludzie Duchy", który naświetliłby problem przemocy wobec osób z albinizmem w Tanzanii. Kabula stała się główną bohaterką odcinka, opowiadając swoją historię i budując więź z reporterką. Kabula z pomocą Wojciechowskiej spotkała się ze swoją rodziną po raz pierwszy od 5 lat.
Po kilku miesiącach Kabula otrzymała ponad 100 tys. złotych, dzięki czemu mogła sfinansować swoją edukację w kierunku prawniczym. Suma została zebrana dzięki składce widzów dokumentu, którzy zdecydowali się wesprzeć jej rozwój. Dzięki dofinansowaniu Kabula miała możliwość uczęszczać do prywatnej szkoły Montessori w Mwanzie, w której działała jako przewodnicząca szkoły.
W 2017 Kabula została adoptowaną córką Martyny Wojciechowskiej, a w 2018 zyskała adoptowaną siostrę, również Tanzankę, 15-letnią wówczas Tatu.
12 września 2018 Kabula przyleciała do Polski, aby spotkać się z reporterką i jej rodziną. Wystąpiła wówczas w programie telewizyjnym Dzień Dobry TVN i opowiedziała o swoich planach na przyszłość, m.in. przedstawiła plan napisania książki pt. „Niewidzialni”. Dziewczyna uważa za bardzo ważne edukowanie społeczeństwa i szerzenie świadomości w kwestii albinizmu, wobec czego studiuje prawo, by móc walczyć o przestrzeganie praw człowieka w Tanzanii.